# Lunga Marcia 5
Lunga Marcia 5 (in cinese: 长征五号系列火箭S, Chángzhēng wǔhào xìliè huǒjiànP), chiamato anche Changzheng 5 (abbreviato LM-5 o CZ-5), è un lanciatore spaziale cinese. È classificato come lanciatore pesante, cioè capace di portare almeno 20 000 kg in orbita terrestre bassa, tuttavia nell'unico lancio effettuato con successo ha portato un satellite di 4 000 kg in orbita di trasferimento geostazionaria.
È il primo lanciatore cinese interamente progettato per funzionare con propellente liquido ed è stato pensato per competere con i lanciatori statunitensi del programma EELV, in particolare il Delta IV Heavy.
È la quinta iterazione della famiglia di razzi Marcia Lunga, prende il nome della Lunga Marcia combattuta negli anni 1934-1935 dell'Armata Rossa cinese, durante la Guerra civile cinese. Al primo semestre del 2021 sono disponibili due varianti CZ-5 : CZ-5 e CZ-5B . Le capacità di carico massimo sono di circa 25.000 kg (55.000 lb) nell'orbita terrestre bassa (per CZ-5B) e di circa 14.000 kg (31.000 lb) nell'orbita di trasferimento geostazionario (per CZ-5).
Il primo lancio è avvenuto il 3 novembre 2016 dal Centro spaziale di Wenchang e si è concluso con successo, mentre un secondo lancio, avvenuto il 2 luglio 2017, è fallito a causa di un malfunzionamento del primo stadio.
Dopo un intervallo di quasi due anni e mezzo, il 27 dicembre 2019 è avvenuto con successo il ritorno in missione del veicolo Long March 5 (terzo lancio) con il lancio e il posizionamento del satellite sperimentale Shijian-20 per le comunicazioni nell'orbita di trasferimento geostazionario, aprendosi così la via per il lancio riuscito della missione Tianwen-1 su Marte , della missione lunare Chang'e 5 con il ritorno di un campione lunare e del trasporto del primo modulo della stazione spaziale Tiangong, che richiedono le capacità di sollevamento di un veicolo di lancio per carichi pesanti.

## Piano dei lanci
| No. | Data/ora (UTC)         | Tipo            | No. seriale | Luogo di lancio | Carico                                                              | Orbita       | Risultato | Note                                                                             |
| --- | ---------------------- | --------------- | ----------- | --------------- | ------------------------------------------------------------------- | ------------ | --------- | -------------------------------------------------------------------------------- |
| 1   | 3 novembre 2016 12:43  | Lunga Marcia 5  | Y1          | Wenchang LC-1   | Shijian 17                                                          | GEO          | Successo  | Primo lancio del Lunga Marcia 5                                                  |
| 2   | 2 luglio 2017 11:23    | Lunga Marcia 5  | Y2          | Wenchang LC-1   | Shijian 18                                                          | GTO          | Fallito   |                                                                                  |
| 3   | 27 dicembre 2019 12:45 | Lunga Marcia 5  | Y3          | Wenchang LC-1   | Shijian 20                                                          | GTO          | Successo  |                                                                                  |
| 4   | 5 maggio 2020 10:00    | Lunga Marcia 5B | 5B-Y1       | Wenchang LC-1   | Capsula spaziale cinese di nuova generazione, scudo termico di test | LEO          | Successo  | Il test con lo scudo termico è fallito                                           |
| 5   | 23 luglio 2020 4:42    | Lunga Marcia 5  | Y4          | Wenchang LC-1   | Tianwen-1                                                           | Eliocentrica | Successo  | Prima missione interplanetaria cinese                                            |
| 6   | 23 novembre 2020 20:30 | Lunga Marcia 5  | Y5          | Wenchang LC-1   | Chang'e 5                                                           | TLI          | Successo  | Prima missione cinese con programma di ritorno per campioni di superficie lunare |
| 7   | 29 aprile 2021 05:33   | Lunga Marcia 5B |             | Wenchang LC-1   | Lancio modulo Tianhe della stazione spaziale Tiangong               | LEO          | Successo  |                                                                                  |